# Minos Kiriakou
Minos Kiriakou (Μίνως Κυριακού) (Atene, 31 maggio 1942 – 2 luglio 2017) è stato un armatore greco.

## Biografia
Figlio di Csenofonte Kiriakou, ufficiale della marina greca nato in Epiro che, allo scoppio della guerra civile, si schierò con le forze partigiane EAM ed ELAN antigovernative. Con la sconfitta di queste ultime la famiglia fu costretta a riparare in Polonia (la madre di Minos Kiriakou era di origine polacca).
All'età di 17 anni Minos emigrò in Brasile, dove si occupò del commercio di pietre preziose. Dopo meno di due anni si trasferì negli USA dove lavorò in una delle società dell'armatore greco Giorgio Laimos. Si mise quindi in proprio, acquistando alcune navi mercantili ed in seguito cartiere negli Stati Uniti, settore allora in piena espansione e che  lo rendevano immune dagli strali notoriamente velenosi della stampa greca.
A differenza di altri potenti imprenditori greci, Minos Kiriakou non possedeva alcun giornale. Alle ripetute domande dei giornalisti del perché di questa "strana lacuna", egli si è sempre schernito, affermando sempre che i suoi principi democratici gli vietavano di acquisire strapotere nel campo dei Media. In realtà il monopolio della carta di cui era detentore nel suo paese bastava a farne un uomo temuto da tutti e non solo dagli editori, per le sue capacità di mettere in ginocchio il settore in poche ore con solo lievi fluttuazioni del costo di questa materia prima così importante per la stampa. L'unica, velata, accusa gli è stata mossa dal famoso editorialista Giorgio Pasalaris il quale, nel suo libro "I Baroni dei MEDIA", annota, riferendosi al Kiriakou, che le principali cartiere degli Stati Uniti sono esclusivamente in mano a personaggi di spicco della mafia statunitense.
Minos Kyriakou si sposò molto giovane e divorziò anche presto. Dal 1° matrimonio ebbe tre figli: Csenofonte, Teodoro ed Athinà. Nel dicembre del 2004 convolò a nuove nozze con l'attrice Mari Konstantatou (Μαρί Κωνσταντάτου).
Nel maggio del 1988 fondò una radio privata (Antenna 97,1 FM2) ed anche un canale privato, (ANT1) che cominciò a trasmettere nel gennaio 1990 in concomitanza con l'altro canale privato Mega, facente capo alla famiglia Vardinoyannis. Oggi il gruppo Antenna controlla anche Nova Televizija che trasmette in Polonia.
Sebbene Minos viveva in Grecia, le sue società armatoriali hanno sede a Singapore, nazione di cui era console onorario nella sua patria. Le sue navi sono specializzate nel trasporto di olive commestibili e prodotti chimici liquidi. I suoi interessi erano finanziari e si espandevano anche al trasporto aereo possedeva anche partecipazioni nella Singapore Airlines e in altre compagnie charter e low cost in Asia e in Grecia  avvalendosi di prestanomi.
Era un noto collezionista d'arte e egli stesso amava definirsi un esteta. A lui si deve la Fondazione Egeo per la preservazione e la conoscenza di questo famoso mare greco. Scrisse anche un libro dal titolo "Sul vulcano".